# Греки в России
Греческая диаспора в России (греч. Έλληνες της Ρωσίας) — одна из старейших греческих диаспор мира. По данным проведённой в 2021 году Всероссийской переписи населения греками считали себя 53 972 (0,04 %) жителя РФ.   
Греки присутствовали на территории современной Южной России с 6 века до нашей эры. Эти поселенцы ассимилировались коренным населением. Подавляющее большинство греческих меньшинств современной России являются потомками средневековых греческих беженцев, купцов и иммигрантов (включая фермеров, горняков, солдат и церковных служащих/офисных служащих) из Византийской империи, Восточной Фракии и понтийских греков из Трапезундской империи и восточные анатолийцы, поселившиеся в основном на юге России и на Южном Кавказе в разные периоды между 15 веком и второй русско-турецкой войной 1828—1829 годов.  Как и во время Геноцида понтийских греков, часть населения вынуждено переселились на Кавказ и Закавказье, после закрытия Грецией границ.

## История и общие сведения
Причерноморские регионы, впоследствии вошедшие в состав Российской империи, колонизованы греками в эпоху ранней античности.
В период раннего средневековья русские земли контактировали с греческим населением южнобережного Крыма, подвластного Византии, от которой православие было воспринято Русью.
Современные приазовские греки — потомки греческого населения Крыма. Однако, большинство современных греков России — потомки греческих беженцев и переселенцев времён упадка Османской империи, когда христианские народы (в том числе армяне и ассирийцы), вследствие дискриминации и преследований, были вынуждены покинуть её территорию. После 1812 года понтийцы активно селились в российском Закавказье, дав начало своеобразной субэтнической группе под название цалкинские греки или «урумы». Поскольку практически все они имеют понтийское происхождение, вне зависимости от страны проживания широко употребляется термин понтийские греки.
Для большинства как понтийских (грекоязычных), так и приазовских (тюркоязычных, но также православных) греков во времена существования СССР родным стал русский язык, хотя в домашнем обиходе представители старшего поколения сохраняли языки регионов исхода понтийский диалект греческого языка, либо крымско-татарские диалекты.
Период конца 1980-х начала 1990-х годов характеризовался массовой эмиграцией советских греков в Грецию, которая особенно сильно затронула греческие общины Казахстана, Средней Азии и Закавказья.

## Динамика численности и концентрация
Согласно справочнику «Алфавитный список народов, обитающих в Российской Империи» по данным на 1889 год в Российской империи проживало 60 000 греков.
По переписи 1989 года, в СССР проживало 358 068 греков, из которых в России — 91 699 греков.
По переписи 2002 года, в России проживало 97 827 греков, из них 70 736 (72,3 %) в Южном федеральном округе. Местами наибольшей концентрации греков в современной России являются Ставропольский (34 078) и Краснодарский (30 540) края.
По переписи 2010 года, в России проживало 85 640 греков, которые составляли 15,3 % населения в Предгорном районе и 5,4 % в городском округе Ессентуки Ставропольского края.
По данным проведённой в 2021 году Всероссийской переписи населения греками считали себя 53 972 (0,04 %) жителя РФ.

## История формирования
Древнегреческая колонизация Северного Причерноморья — одно из основных направлений процесса общегреческого колонизационного движения VIII—VI веков до н. э. (Великой греческой колонизации). Временны́е рамки древнегреческой колонизации Северного Причерноморья — середина VII—V век до н. э. Проходила в несколько этапов и на нескольких направлениях: западном (Нижнее Побужье и Нижнее Приднепровье, Западный и Юго-Западный Крым) и восточном (оба берега Керченского пролива, побережье Кавказа и Приазовья). В ходе колонизации было основано несколько десятков полисов и посёлков, среди которых самыми крупными были Боспор Киммерийский, Ольвия, Херсонес Таврический, Фанагория, Тира, Нимфей, Гермонасса.
Массовое переселение греков на русские земли началось в середине XV века, после нашествия турок и падения Константинополя, и продолжалось в ограниченном масштабе вплоть до начала Первой мировой войны. В конце XVIII — начале XIX вв. возникли крупные греческие общины в Одессе, Балаклаве, Таганроге и других городах Новороссии. Греки занимались сельским хозяйством, ремеслами, мореплаванием, торговлей, производством кондитерских изделий. Из среды российских греков вышли известные предприниматели, общественные деятели, учёные.
В XIX веке подданными Российской империи стали закавказские, главным образом грузинские греки, большинство из которых жило на черноморском побережье.
10 марта 1866 года было дозволено турецкоподданным армянам и грекам селиться в России.
По переписи 1897 года, в Российской империи 187 тысяч человек говорили по-гречески, и ещё 23 тысячи жителей Екатеринославской губернии говорили на турецко-татарских наречиях (большая часть из них — это тюркоязычные греки, переселившиеся из Крыма в конце XVIII века). Таким образом в Российской империи в 1897 году жили около 210 тысяч греков, из них 72 тысячи в Екатеринославской губернии.
В декабре 1937 года — марте 1938 года НКВД, по указанию политического руководства СССР, провёл массовые чистки среди греков на территории СССР (как граждан СССР, так и иностранцев).
Согласно Постановлению ГКО № 5984сс от 2 июня 1944 года, 27 июня крымские греки, вместе с рядом других крымских народностей, были депортированы в Пермскую область, Поволжье и Казахстан. Количество депортированных греков составило 14 тыс. человек.
Большая волна греческой миграции в СССР имела место в 1949 году, вследствие поражения коммунистических сил в Гражданской войне в Греции. В СССР выехали греческие коммунисты и члены их семей. С 25 сентября по 1 ноября 1949 года их вывезли на советских судах из Албании в условиях секретности. К началу 1955 года в СССР проживало 17,5 тыс. греков-политэмигрантов. Многие греки-иностранцы попали в советские спецпосёлки. По состоянию на 1 января 1953 года в СССР на спецпоселении числились 28388 «иноподданных», из которых гражданами (подданными) Греции были 23609 человек.